# Thomas Herndon
Thomas Herndon (25 de febrero de 1985) es un estudiante de doctorado en economía en la University of Massachusetts Amherst, conocido por su crítica al artículo académico de 2010 "Crecimiento en una época de endeudamiento" (Growth in a Time of Debt), escrito por los profesores economistas de la Universidad de Harvard Carmen Reinhart y Kenneth Rogoff y que ha sido muy citado para justificar las políticas de austeridad neoliberales implementadas por los gobiernos de Europa y América del Norte a principios del siglo XXI.
La investigación de Herndon junto con los profesores Michael Ash y Robert Pollin "Does High Public Debt Consistently Stifle Economic Growth? A Critique of Reinhart and Rogoff", concluyó que estas medidas de austeridad estaban sustentadas en datos falsos y por lo tanto no estaban justificadas ni habrían sido necesarias.

## Errores en la publicación de Reinhart & Rogoff
Herndon demostró que el artículo de Reinhar & Rogoff Growth in a Time of Debt contenía múltiples errores, circunstancia que provocó un amplio interés y la vergüenza internacional para aquellas autoridades económicas y políticas que defienden las políticas de austeridad basadas, entre otros, en el artículo de Reinhar & Rogoff. El artículo fue citado con frecuencia durante las Elecciones presidenciales de Estados Unidos de 2012, y muestra como son los mismos economistas neoliberales pertenecientes a la corriente teórica dominante desde la década de 1970 hasta la primera década del siglo XXI quienes han contribuido de manera decisiva a la creación y agudización de la crisis financiera de 2008.
Los errores han sido descritos como "escandalosos" y han sacudido muchos de los planteamientos considerados dogmas de la economía mundial. Entre las publicaciones que han considerado el artículo de Reinhart & Rogoff como una "visión de consenso económico" está el periódico The Washington Post.
The New York Magazine ha escrito que Herndon "sólo ha necesitado una parte de su semestre lectivo de primavera para sacudir los cimientos intelectuales del movimiento global de la austeridad".

### Un 90% de error
El economista Paul Krugman indica que el artículo pretendía identificar un umbral crítico, un punto de inflexión, para la deuda pública que una vez alcanzado -cuando la deuda supera el 90% del producto interior bruto-, afirmaban, el crecimiento económico cae en picado. El artículo de gran reconocimiento había sido muy criticado, finalmente los autores permitieron en 2013, a Thomas Herndon, un estudiante de doctorado de la Universidad de Massachusetts, con el apoyo de dos profesores de dicha universidad, Michael Ash y Robert Pollin que analizasen la hoja de cálculo original.
Los resultados fueron irreproducibles; se habían omitido datos, se emplearon procedimientos estadísticos poco habituales y cuestionables y se cometió un error de codificación en Excel. Una vez corregidos estos errores se obtuvo lo que otros investigadores ya habían descubierto, cierta correlación entre la deuda elevada y el crecimiento lento, sin nada que indique cuál de ellos causa qué, pero sin rastro alguno de ese umbral del 90%.
Para Vicenç Navarro el error no es un problema menor y lo considera bastante común en los estudios econométricos donde se utiliza un gran número de variables en series temporales y que incluyen en su muestra un limitado número de países. La inclusión de un número reducido de países estudiados hace que grandes variaciones en un país puedan afectar de una manera muy significativa al resultado. El otro problema es que se deducen erróneamente relaciones, en las correlaciones entre las variables, que son altamente cuestionables. Para Navarro el mejor método de análisis es el estudio histórico y político de cada caso, cosa que Reinhart y Rogoff no habrían hecho, permitiendo una mayor comprensión de cada país concreto.
Para Dean Baker la publicación de los errores en el artículo de Reinhart-Rogoff ha demostrado que cualquier vínculo que exista entre deuda y crecimiento lento es casi exclusivamente el resultado de una causalidad en la que el crecimiento lento conduce a una deuda alta, y no a la inversa.
En abril de 2012 los economistas Ugo Panizza y Andrea F. Presbitero publicaron un trabajo que resaltaba disfunciones en el estudio de los dos economistas de Harvard -Reinhart & Rogoff-. Según Panizza la correlación entre deuda y crecimiento señalada por Reinhart y Rogoff existe pero podría ser al revés de como indican, que fuera el débil crecimiento el que generase altos niveles de endeudamiento.